# Microstelma vestale
Microstelma vestale is een slakkensoort uit de familie van de Rissoidae. De wetenschappelijke naam van de soort is voor het eerst geldig gepubliceerd in 1943 door Rehder.